# レオナルド・ボナチーニ・ローネル・マイア
レオ・ボナチーニ（Léo Bonatini）ことレオナルド・ボナチーニ・ローネル・マイア（ポルトガル語: Leonardo Bonatini Lohner Maia、1994年3月28日 - ）は、ブラジルとイタリアのサッカー選手。アトレティコ・サン・ルイス所属。ポジションはFW。

## クラブ歴
クルゼイロECの下部組織に2010年に加入。2012年7月にユヴェントスFCに買い取りオプション付きの期限付き移籍をした。しかしプリマヴェーラで出場したのみで2013年夏にクルゼイロに復帰。10月2日にゴイアスECへ年末までの期限付き移籍で加入した。同月27日にカンピオナート・ブラジレイロ・セリエAで途中出場しプロ初出場。その後2ヶ月で5試合に出場し、レンタル契約も2014年1月7日に1年延長された。しかし、8月5日にレギュラーの可能性が乏しい事からこの契約を打ち切った。翌2015年1月5日にポルトガルのプリメイラ・リーガに所属するGDエストリル・プライアに6月までの契約で期限付き移籍。
7月13日にトラフィック・グループに所有権の50%を売却したため、同グループのエストリル・プライアに完全移籍の形となった。2016年2月27日にはヴィトーリア・セブラルからハットトリックを達成し、3-0で勝利した。
2016年7月16日にサウジ・プロフェッショナルリーグのアル・ヒラルに移籍。
2017年8月1日に1シーズンのレンタル移籍でフットボールリーグ・チャンピオンシップのウルヴァーハンプトン・ワンダラーズFCに加入。5日に行われたミドルズブラFC戦で初出場、初得点を記録した。11月3日には早くも10得点を達成し、同シーズンのフットボールリーグ・チャンピオンシップで最速で10得点した選手となった。同月10日には10月の4試合で5得点した功績から月間最優秀選手賞に選ばれた。
2018年6月30日、ウルヴァーハンプトン・ワンダラーズFCは買取オプションを行使し、4年契約を締結した。移籍金は非公開となっている。
2023年1月、冬の移籍市場にてリーガMXに所属するアトレティコ・サン・ルイスへ移籍。

## 個人成績
2018年4月4日現在
| 国内大会個人成績 | 国内大会個人成績     | 国内大会個人成績 | 国内大会個人成績 | 国内大会個人成績 | 国内大会個人成績 | 国内大会個人成績 | 国内大会個人成績 | 国内大会個人成績 | 国内大会個人成績 | 国内大会個人成績 | 国内大会個人成績 |
| 年度             | クラブ               | 背番号           | リーグ           | リーグ戦         | リーグ戦         | リーグ杯         | リーグ杯         | オープン杯       | オープン杯       | 期間通算         | 期間通算         |
| 年度             | クラブ               | 背番号           | リーグ           | 出場             | 得点             | 出場             | 得点             | 出場             | 得点             | 出場             | 得点             |
| ブラジル         | ブラジル             | ブラジル         | ブラジル         | リーグ戦         | リーグ戦         | ブラジル杯       | ブラジル杯       | オープン杯       | オープン杯       | 期間通算         | 期間通算         |
| ---------------- | -------------------- | ---------------- | ---------------- | ---------------- | ---------------- | ---------------- | ---------------- | ---------------- | ---------------- | ---------------- | ---------------- |
| 2013             | ゴイアス             | 9                | セリエA          | 6                | 0                | -                | -                | 0                | 0                | 6                | 0                |
| 2014             | ゴイアス             | 19               | セリエA          | 1                | 0                | -                | -                | 2                | 0                | 14               | 2                |
| 2014             | ゴイアス             | 19               | ゴイアーノ       | 11               | 2                | -                | -                | 2                | 0                | 14               | 2                |
| ポルトガル       | ポルトガル           | ポルトガル       | ポルトガル       | リーグ戦         | リーグ戦         | リーグ杯         | リーグ杯         | ポルトガル杯     | ポルトガル杯     | 期間通算         | 期間通算         |
| 2014-15          | エストリル           | 94               | プリメイラ       | 15               | 4                | 1                | 0                | 0                | 0                | 16               | 4                |
| 2015-16          | エストリル           | 9                | プリメイラ       | 33               | 17               | 2                | 1                | 1                | 1                | 36               | 19               |
| サウジアラビア   | サウジアラビア       | サウジアラビア   | サウジアラビア   | リーグ戦         | リーグ戦         | リーグ杯         | リーグ杯         | オープン杯       | オープン杯       | 期間通算         | 期間通算         |
| 2016-17          | アル・ヒラル         | 9                | プロ             | 25               | 12               | 2                | 2                | 3                | 1                | 30               | 15               |
| イングランド     | イングランド         | イングランド     | イングランド     | リーグ戦         | リーグ戦         | FLカップ         | FLカップ         | FAカップ         | FAカップ         | 期間通算         | 期間通算         |
| 2017-18          | ウルヴァーハンプトン | 33               | EFL              | 37               | 12               | 2                | 0                | 2                | 0                | 41               | 12               |
| 通算             | ブラジル             | ブラジル         | セリエA          | 7                | 0                | -                | -                | 2                | 0                | 21               | 2                |
| 通算             | ブラジル             | ブラジル         | ゴイアーノ       | 11               | 2                | -                | -                | 2                | 0                | 21               | 2                |
| 通算             | ポルトガル           | ポルトガル       | プリメーラ       | 48               | 21               | 3                | 1                | 1                | 1                | 52               | 23               |
| 通算             | サウジアラビア       | サウジアラビア   | プロ             | 25               | 12               | 2                | 2                | 3                | 1                | 30               | 15               |
| 通算             | イングランド         | イングランド     | EFL              | 37               | 12               | 2                | 0                | 2                | 0                | 41               | 12               |
| 総通算           | 総通算               | 総通算           | 総通算           | 138              | 47               | 7                | 3                | 8                | 2                | 153              | 52               |

## タイトル

### クラブ
アル・ヒラル
- サウジ・プロフェッショナルリーグ: 2016-17
- サウジ国王杯: 2017

ウルヴァーハンプトン・ワンダラーズFC
- EFLチャンピオンシップ: 2017-18

### 個人
- フットボールリーグ・チャンピオンシップ月間最優秀選手賞: 2017年10月
- プロフェッショナル・フットボーラーズ・アソシエーションファン選定フットボールリーグ・チャンピオンシップ月間最優秀選手賞: 2017年10月